# Happy Camp
Khoái lạc đại bản doanh (giản thể: 快乐大本营; tiếng Anh: Happy Camp) là một chương trình tạp kỹ do Đài Truyền hình vệ tinh Hồ Nam phát sóng kể từ ngày 11 tháng 7 năm 1997, là một trong những chương trình tạp kỹ có sức ảnh hưởng lớn nhất tại Trung Quốc đại lục. Chương trình ban đầu sử dụng hình thức chương trình giải trí, thường xuyên mời một số nhân vật có tài năng đặc biệt tới biểu diễn; về sau có lúc chuyển thành chương trình tuyển chọn thêm người dẫn cho chương trình; hiện tại phần lớn là hình thức chương trình tạp kỹ nói chuyện và chơi trò chơi với các khách mời, khách mời của chương trình thường là các nghệ sĩ của Trung Quốc đại lục, Hồng Kông, Đài Loan và các nghệ sĩ nước ngoài nổi tiếng khác tới nói chuyện, chơi trò chơi, có khi là để tuyên truyền phim điện ảnh và phim truyền hình.
Chương trình từng giành được giải thưởng Kim Ưng năm 1998 và nhiều giải thưởng lớn khác, cũng là chương trình giải trí có tỷ lệ xem cao nhất toàn quốc năm 2009. Năm 2013, bộ phim điện ảnh "Khoái lạc đại bản doanh chi khoái lạc đáo gia" do thành viên của "Khoái lạc gia tộc" diễn chính giành được doanh thu trên 150 triệu, lọt vào top 10 phim quốc tế có doanh thu cao nhất trong tuần.
Tháng 9 năm 2014, dưới sự cho phép của bảo tàng tượng sáp Madame Tusseauds Thượng Hải, tượng sáp của Hà Cảnh đã được vén màn trong chương trình ngày 27 tháng 9. Hà Cảnh là nghệ sĩ đầu tiên trên thế giới tự mình tham dự vào quá trình chế tạo tượng sáp, Đại bản doanh cũng trở thành chương trình đầu tiên trên thế giới được nhận lời mời bước vào xưởng chế tạo tượng sáp để phỏng vấn và quay phim, Ngô Hân cùng đi cũng được chế tạo một bàn tay bằng sáp để làm kỷ niệm. Kể từ ngày 1 tháng 10, tượng sáp được trưng bày tại bảo tàng tượng sáp Madame Tusseauds Thượng Hải.
Tháng 9 năm 2015, nhận lời mời của chính quyền thành phố Busan Hàn Quốc, Ngô Hân và Đỗ Hải Đào thay mặt Khoái lạc gia tộc tới Busan quay chương trình cùng Jung Yong Hwa và Lee Jong-suk, nội dung được chiếu ngày 12 tháng 9. Với tư cách là nghệ sĩ được chính quyền Busan mời tới, dấu tay của họ đã được in lên con đường điện ảnh Busan.

## Lịch sử

### Bối cảnh
Đài Phát thanh và Truyền hình Hồ Nam cần có một chương trình tạp kỹ để chuẩn bị cho dàn sao. Đồng thời, để chiến rating với Lucky 3721 trên Kênh kinh tế Hồ Nam, thành lập Happy Camp.

### Phát triển chương trình
Tháng 7 năm 1997, đài truyền hình vệ tinh Hồ Nam chính thức ra mắt chương trình giải trí tạp kỹ Happy Camp với các ngôi sao tham gia trò chơi và biểu diễn là nội dung chính. Chương trình không còn chỉ giới thiệu phần trình diễn của ngôi sao mà còn để ngôi sao giao lưu và giải trí với người dẫn chương trình hoặc khán giả trên sân khấu. Hình thức biểu diễn sinh động hơn, tăng tính tương tác giữa khán giả với chương trình, hình thức chương trình cũng phong phú hơn. Người dẫn chương trình Happy Camp "hủy bỏ" kịch bản, không còn mắc kẹt vào lời thoại mà thay vào đó là những lời của riêng mình. Bắt đầu từ Happy Camp, người dẫn chương trình bữa tiệc bắt đầu nhìn vào máy quay và nói chuyện, đối mặt với khán giả.
Năm 2002, Happy Camp lần đầu tiên giới thiệu khái niệm "nhóm chủ nhà" và liên tiếp tung ra liên kết Happy Broadcast và một loạt trò chơi.
Năm 2004, Happy Camp bắt đầu thiết lập điểm nhấn của các hoạt động được dàn dựng, với khán giả bình thường là nhân vật chính, hạ thấp thói quen của các ngôi sao trong "chương trình tạp kỹ lớn", và thử "Hải tuyến", "chương trình thực tế", "PK trực tiếp"cùng nhau" khái niệm mới về "giải trí liên hoàn".
Năm 2005, Happy Camp đã mở ra một hình thức thi đấu loại trực tiếp mới.
Năm 2006, format chương trình Happy Camp chuyển sang chủ yếu mời các ngôi sao thần tượng tham gia trò chơi, phỏng vấn, trò chơi tương tác,… Đồng thời, chú trọng vận động khán giả ngoài Đài Loan tham gia, Khi đó, khách mời trong mỗi số báo về cơ bản là một phiên duy nhất hoặc một nhóm người độc lập.
Năm 2007, Happy Camp nêu bật khái niệm mới về "Giải trí toàn quốc" và tạo ra nền tảng "Giải trí toàn quốc" dành cho khán giả nói chung hoặc các nhóm cơ sở, sự kết hợp tạo ra một nền tảng để thể hiện tính cá nhân của "giải trí toàn quốc" và một cơ hội để chia sẻ hạnh phúc.
Năm 2008, Happy Camp có một lần sửa đổi chương trình, quay trở lại mô hình "ngôi sao + trò chơi".
Năm 2012, Happy Camp được giải thời lượng phát sóng từ 120 phút xuống 90 phút.
Năm 2017, Happy Camp ra mắt chương trình đặc biệt kỷ niệm 20 năm. Chương trình được chia thành 20 tập, 8 tập đầu có thêm tiết mục đặc biệt "Xin lỗi để một người qua đi", các khách mời được chia thành hai đội để so tài, và 4 tập cuối là "mùa tỏ tình".
Tháng 3 năm 2018, Happy Camp đã ra mắt phần thi "Trạm dừng chân tiếp theo là em", phần này chào đón 20 người dẫn chương trình trẻ tuổi đến để trổ tài và trình diễn. Cuối cùng chỉ có 4 người xuất sắc nhất sẽ ở lại. Vào tháng 7, Happy Camp phát sóng "Don't Talk, hát", trong mỗi số, khách mời và khoái lạc gia tộc tham gia sáng tác các ca khúc mới và biểu diễn trực tiếp.

## Phát sóng
Kênh phát sóng là Đài Truyền hình vệ tinh Hồ Nam, kể từ năm 1997 tới nay. Ban đầu ngày phát sóng là thứ sáu, nhưng theo ý của Hà Cảnh, lúc đó còn là giáo viên đại học mà đổi sang thứ bảy. Hiện tại thời gian phát sóng là 20:10 mỗi buổi tối thứ bảy. Thời gian phát lại là 12:00 mỗi chủ nhật. Vì trước khi phát sóng sẽ có 5 phút quảng cáo, nên thời gian phát sóng thực tế sẽ chậm hơn một chút. Khi có sự kiện quan trọng thì chương trình có thể nhường sóng. Ví dụ trong đợt nghỉ dài và tết cũng như quốc khánh có thể sẽ phát lại các số cũ, vào ngày quốc tang vì động đất Tứ Xuyên cũng từng ngừng phát sóng; ngày 27 tháng 11 năm 2010, vì tiếp sóng lễ bế mạc Á vận hội và phối hợp tuyên truyền phim điện ảnh "Triệu thị cô nhi" mà hoãn một ngày tới ngày 28 tháng 11 mới phát sóng; ngày 5 tháng 9 năm 2015 vì kỉ niệm trong 70 năm chiến tranh phản phát xít thắng lợi mà lùi một ngày tới ngày 6 tháng 9 phát sóng.

## Thay đổi phần mở đầu
- Năm 1997 lúc phát sóng sử dụng phẩn mở đầu tông màu xanh tím, ở giữa ẩn biểu tượng của Đài Truyền hình vệ tinh Hồ Nam.
- Năm 2002 đổi thành phần mở đầu tông màu da cam và năm hình tròn năm màu, lần lượt viết chữ "Khoái lạc đại bản doanh".
- Năm 2006 lại lần nữa đổi thành hình ảnh Hà Cảnh nhảy múa.
- Năm 2007 vì sinh ra "Khoái lạc gia tộc", nên đổi thành phần mở đầu "Khoái lạc gia tộc".
- Năm 2009 đổi thành phiên bản "Khoái lạc gia tộc" chạy vào lâu đài.
- Năm 2011 lại tiếp tục thay đổi phần mở đầu, lấy nền là màu trắng cảnh "Khoái lạc gia tộc" gặp nhau, đồng thời công bố ca khúc chủ đề "Happy You Understand".
- Tháng 5 năm 2012, thay đổi một chút phần mở đầu, bỏ đi bong bóng nhiều màu, phần lớn của phần mở đầu và nhạc đệm không thay đổi, vẫn là của bản năm 2011.
- Tháng 7 năm 2015, vì kỷ niệm 18 năm phát sóng Khoái lạc đại bản doanh, thay đổi hoàn toàn phần mở đầu, lấy chủ đề là vũ trụ người máy, trong đó là cảnh "Khoái lạc gia tộc" gặp nhau khi du hành vũ trụ.

## Nhóm sáng tạo

### Nhóm chế tác
| Chế tác           | La Hân                                                       | Điều hành sản xuất | Lưu Vỹ                                                             |
| Đạo diễn          | Trần Hiểu, Dương Huyễn, Lý Tiểu Bối, Diêu Đình, Lưu Văn Đăng | Biên đạo           | Đinh Lan Tử Huyên Đàm Tiếu, Chu Kiếm Phong, Lý Nhược Hồng, Dư Nhạc |
| Giám đốc          | Ngô Na                                                       | Chế tác hậu kỳ     | Cung Như Lâm, Hồng Kim Bảo, Triệu Siêu, Nhan Mẫn Kiệt, Dương Quyên |
| Giám chế kỹ thuật | Chu Lập Hoành                                                | Giám chế tiết mục  | Long Mai                                                           |
| Chế tác           | Tôn Trúc, Vương Kì, Dương Diệu                               | Giám chế           | Lý Hạo, Chu Hùng                                                   |
| Tổng chế tác      | Hoàng Hoành Ngạng                                            | Hậu kỳ âm nhạc     | Imuses.net                                                         |

## Người dẫn chương trình
| Người dẫn chương trình | Miêu tả |
| ---------------------- | --- |
| Hà Cảnh                | Năm sinh: 1974 Nghề nghiệp: Người dẫn chương trình Năm 1995, dẫn chương trình CCTV Cối xay gió lớn. Từ năm 1997, anh dẫn chương trình Happy Camp của đài truyền hình vệ tinh Hồ Nam. |
| Lý Duy Gia             | Năm sinh: 1976 Nghề nghiệp: Người dẫn chương trình Năm 1999, dẫn chương trình Happy Camp của đài truyền hình vệ tinh Hồ Nam, xuất bản cuốn sách cá nhân Happy Pioneer vào năm 2001 |
| Tạ Na                  | Năm sinh: 1981 Nghề nghiệp: Người dẫn chương trình Quay bộ phim đầu tiên Thanh niên Lưu Bá Thừa năm 1996. Năm 2002, cô dẫn chương trình tạp kỹ Happy Camp. Năm 2005, cuốn sách đầu tiên "Na Is Crazy" được phát hành. Vào ngày 10 tháng 7 năm 2014, bộ phim hài hước Đại Trạch Nam do Tạ Na đóng đã được công chiếu.            |
| Đỗ Hải Đào             | Năm sinh: 1987 Nghề nghiệp: Người dẫn chương trình Tham gia chương trình tài năng Shiny New Anchor năm 2005, và dẫn chương trình Happy Camp của đài truyền hình vệ tinh Hồ Nam vào năm 2006. Năm 2009, anh và Ngô Hân xuất bản cuốn sách Wood and Earth Rijin.                                                                  |
| Ngô Hân                | Năm sinh; 1983 Nghề nghiệp: Người dẫn chương trình Tháng 10 năm 2003, bắt đầu làm người dẫn chương trình bán thời gian của chuyên mục Thời thượng thập phân của Đài truyền hình Đại Liên. Tháng 1 năm 2006, dẫn chương trình giải trí Happy Camp. Năm 2009, Đỗ Hải Đào và Ngô Hân cùng xuất bản cuốn sách Wood and Earth Rijin. |

## Giải thưởng
- Năm 1998, giải thưởng Kim Ưng lần thứ 16, Khoái lạc đại bản doanh (37 kỳ) giành được giải thưởng cho chương trình tạp kỹ.[1]
- Năm 2005 được "New Weekly" chọn là một trong các chương trình ti vi có giá trị nhất tại Trung Quốc 15 năm qua.[2]
- Năm 2008 đoạt giải thưởng chương trình tạp kỹ tốt nhất tại Asian Television Award.[3]
- Năm 2009 hiệp hội kỷ lục thế giới Trung Quốc xác nhận là chương trình tạp kỹ có tỷ lệ xem cao nhất năm 2009.[4]
- Năm 2010 được đề cử tại Chương trình văn hóa truyền hình ưu tú toàn quốc lần thứ hai, và giành giải thưởng "Chuyên mục ưu tú thể loại văn nghệ, giải trí, thể thao".[5]
- Năm 2017, được Guinness công nhận là chương trình truyền hình có rating kỉ lục.